# Precios de servicios médicos en los Estados Unidos
A diferencia de la mayoría de los mercados de consumo en los Estados Unidos, el sector de salud carece generalmente de transparencia en la fijación de los precios. Generalmente, los pacientes no disponen de información ni posibilidad de una comparación de precios, así como los proveedores no suelen revelarlos antes del servicio. El gobierno encomendó programas de seguros gubernamentales y de cuidado intensivo como Medicare, alterando también el mercado de precios en sector salud de los Estados Unidos. De acuerdo con el New York Times, Estados Unidos es por mucho el líder mundial en gastos médicos, a pesar de que numerosos estudios han concluido que los estadounidenses no obtienen una mejor atención ." Este modelo existente en EE. UU. es uno de los más liberalizados y es el país con el mayor gasto en sanidad en el mundo, alrededor de un 17% del PIB. Sin embargo, el sistema ha sido criticado por sus sobrecostos. Según estudios de la Universidad de San Diego, California, el 40% de histerectomías, el 48% de operaciones de cateterismo cardíaco y bypass, el 28% de angiografías, el 40% de angioplastias y el 32% de intervenciones de cataratas fueron innecesarias.

## Problemas de transparencia en los precios
En un mercado con transparencia tarifaria, el precio de un servicio particular es abiertamente anunciado. Por ejemplo, las compañías que proveen cambios de aceite automotriz a menudo publican sus precios, por lo que sus clientes tienen l posibilidad de elegir al proveedor del servicio. En contraste, la industria médica de los Estados Unidos tiene pacientes que por lo general no tienen acceso a la información tarifaria hasta después de que los servicios médicos han sido requeridos. Un estudio realizado por la California HealthCare Foundation (en:) encontró que solo el 25% de los consultantes que solicitaron información respecto a los precios fueron capaces de obtenerla en una visita rutinaria al hospital.
La mayoría de los estadounidenses (85%) cuentan con seguro médico, debido a esto no pagan directamente servicios médicos.
Las compañías de seguros de pago negocian los precios con los proveedores del cuidado médico en beneficio de los asegurados. Hospitales, doctores y otros proveedores médicos han revelado que últimamente sus tablas de tarifas a las compañías de seguros y otros pagadores institucionales, no tienen pacientes individuales. Se espera, que las personas sin seguro paguen directamente por los servicios, ya que carecen de acceso a la información respecto a los precios, por lo que la competencia puede ser reducida. 
Organizaciones como la Asociación Médica Estadounidense (AMA) apoyan una "valuación justa y precisa para todos los servicios médicos". La Asociación patrocina el Specialty Society Relative Value Scale Update Committee (en:), (Comité de actualización en escalas relativas de valuación de especialidades sociales), un grupo privado de médicos que en gran medida determinan cómo tasar el servicio médico en los precios de Medicare. Entre los personajes, el expresidente de la Cámara Newt Gingrich ha llamado a la transparencia de los precios en productos sanitarios, y señaló que es uno de los pocos aspectos de Estados Unidos, donde los consumidores y los funcionarios federales de salud se "reservan la comparación, la calidad médica en resultados, y el precio".
Existen otros servicios para ayudar a los médicos y a sus pacientes, como "Salud de su bolsillo", o Accuro Healthcare Solutions, con su CarePricer software.[cita requerida]

## Mandato gubernamental de atención urgente
En los EE. UU. así como en la mayoría de las naciones industrializadas, los proveedores de atención médica están obligados a tratar a cualquier paciente en condiciones que amenacen su vida, [cita requerida]independientemente de los recursos financieros del mismo. En los EE. UU. el "Tratamiento Médico de Urgencias" requiere que los hospitales traten a todos los pacientes que necesitan atención médica de emergencia sin tener en cuenta la capacidad de los pacientes para pagar por el servicio.
El mandato gubernamental de cuidados genera una carga de costos a los proveedores médicos, al obligar atención médica a los pacientes en estado crítico, sin importar sus condiciones económicas. Los proveedores médicos compensan este gasto mandando costos a distintas partes del sistema médico, aumentando los precios para otros pacientes mediante la obtención de subsidios del gobierno. A pesar de ser el país con mayores gastos sanitarios del mundo, su esperanza de vida se encuentra entre las más bajas entre países desarrollados, si se comparan en dos ejes tanto el gasto por cápita en salud como la esperanza de vida mientras en el resto de países el aumento en gasto sanitario se ha traducido durante el siglo XX en una mayor esperanza de vida, en Estados Unidos la correlación es mucho más tenue, y la esperanza de vida ha aumentado de forma muy lenta.